# Jack Collison
Jack David Collison (ur. 2 października 1988 w Watfordzie) – piłkarz urodzony w Anglii grający na pozycji pomocnika w West Ham United. Występuje jednak w reprezentacji Walii, ponieważ jego dziadek pochodzi z Walii (urodził się w Bedwellty).

## Kariera klubowa
Jack Collison pochodzi z Watfordu. Swoją karierę piłkarską rozpoczynał w juniorskiej drużynie londyńskiego West Hamu United. Do pierwszego zespołu został włączony w lipcu 2007 roku.
W seniorskim zespole zadebiutował 1 stycznia 2008 w przegranym 2:0 wyjazdowym spotkaniu z lokalnym rywalem - Arsenalem. Debiutancki sezon zakończył z dwoma występami ligowymi. Pierwszy występ w następnych rozgrywkach zaliczył 29 października, kiedy to zagrał w meczu z Manchesterem United. W tym spotkaniu otrzymał także swoją pierwszą żółtą kartkę. 8 listopada w przegranym 1:3 spotkaniu Premier League z Evertonem zdobył swoją pierwszą bramkę dla swojego klubu. Sezon 2008/2009 zakończył z 20 ligowymi występami.

## Kariera reprezentacyjna
Collison wybrał grę dla reprezentacji Walii, ponieważ jego dziadek pochodzi z tego kraju. W kadrze Walii U-21 zadebiutował 17 listopada 2007 roku w wygranym 4:0 spotkaniu eliminacji do Mistrzostw Europy 2009 z Bośnią i Hercegowiną, w którym zdobył bramkę. Drugiego gola w tej kategorii wiekowej zdobył w lutym 2008 w spotkaniu z Maltą.
W seniorskiej reprezentacji pierwszy występ zaliczył 28 maja, kiedy to zagrał w wygranym 1:0 wyjazdowym spotkaniu z Islandią. Dotychczas w barwach narodowych wystąpił pięć razy razy.